# Julodis aristidis
Julodis aristidis es una especie de escarabajo del género Julodis, familia Buprestidae. Fue descrita científicamente por Lucas en 1860.